# Povera madre!
Povera madre! è un cortometraggio muto del 1909 diretto da Mario Caserini.

## Distribuzione
- Francia: ottobre 1909, come "Pauvre mère"
- Germania: 23 ottobre 1909, come "Die arme Mutter"
- Italia: ottobre 1909, come "Povera madre!"
- Regno Unito: ottobre 1909, come "Poor Mother"